# Константа дисоціації
Константа дисоціації в хімії та біохімії — специфічний тип константи рівноваги, що описує схильність хімічного об'єкта оборотно розпадатися на компоненти, наприклад, дисоціації комплексу на окремі молекули в його складі або розпаду солі на іони. Константа дисоціації позначається {\displaystyle K_{d}} і є зворотною величиною до константи спорідненості. У випадку солей константа дисоціації може називатися константою іонізації. Це фізична величина, що характеризується відношенням добутку рівноважних концентрацій дисоційованих іонів до рівноважної концентрації недисоційованих молекул. {\displaystyle K_{d}} не виникає для сильних електролітів.
Для загальної реакції дисоціації:
{\displaystyle \mathrm {A} _{x}\mathrm {B} _{y}\rightleftharpoons x\mathrm {A} +y\mathrm {B} ,}
де комплекс {\displaystyle \mathrm {A} _{x}\mathrm {B} _{y}} розпадається на x субодиниць A і y субодиниць B, константа дисоціації визначається як
{\displaystyle K_{d}={\frac {[A]^{x}\times [B]^{y}}{[A_{x}B_{y}]}},}
де [A], [B] і [AxBy] — концентрації A, B і комплексу AxBy, відповідно.